# Adirejo (Tunjungan)
Adirejo is een bestuurslaag in het regentschap Blora van de provincie Midden-Java, Indonesië. Adirejo telt 2388 inwoners (volkstelling 2010).